# Zarándok (folyóirat)
Zarándok – református gyülekezeti lap. Első száma 1998 húsvétján jelent meg, Zarándi Zarándok címmel, a pankotai egyházközség kiadásában. 1999 nyarától az Arad-belvárosi Református Egyházközség adja ki, szerkesztője Baracsi Levente lelkész. Cikkeket közöl Arad és az Arad-hegyaljai magyar szórványgyülekezetek (Pankota, Borosjenő, Borossebes) életéről, emellett helytörténeti írásokat, az anyanyelvápolást szolgáló anyagokat. Rendszeres munkatársai: Brauch Magda, Csernák Béla, Dávid László, Higyed István, Makkay Botond, Molnár Károly, Pávai Gyula.